# Martina Fidanza
Martina Fidanza (Bergamo, 5 november 1999) is een Italiaans weg- en baanwielrenster. Ze is het jongere zusje van Arianna Fidanza en de dochter van voormalig wielerprof Giovanni Fidanza. In 2019 won ze een zilveren medaille op de scratch tijdens de Europese Spelen. Ze won goud op de scratch tijdens de Wereldkampioenschappen baanwielrennen 2021 in Roubaix. In het paasweekend van 2023 won ze de Ronde de Mouscron, eerder die week behaalde Fidanza een vijfde plaats in de Scheldeprijs.

## Palmares

### Baanwielrennen
| Jaar        | IK | EK                                                 | WK                                                | Overig                                                                                        |
| Als juniore | Als juniore | Als juniore                                        | Als juniore                                       | Als juniore                                                                                   |
| ----------- | --- | -------------------------------------------------- | ------------------------------------------------- | --------------------------------------------------------------------------------------------- |
| 2016        | teamsprint |                                                    | teamsprint                                        |                                                                                               |
| 2017        | | ploegenachtervolging · scratch · keirin            | ploegenachtervolging · scratch                    |                                                                                               |
| Als belofte | |                                                    |                                                   |                                                                                               |
| 2018        | | teamsprint                                         |                                                   |                                                                                               |
| 2019        | |                                                    |                                                   |                                                                                               |
| 2020        | | ploegenachtervolging · scratch · koppelkoers       |                                                   |                                                                                               |
| 2021        | | koppelkoers · ploegenachtervolging · scratch       |                                                   |                                                                                               |
| Als elite   | |                                                    |                                                   |                                                                                               |
| 2017        | |                                                    | 11e teamsprint                                    |                                                                                               |
| 2018        | keirin · 4e sprint |                                                    |                                                   |                                                                                               |
| 2019        | keirin · sprint | 10e scratch                                        | 17e teamsprint                                    | WB Cambridge: · scratch · WB Hongkong: · scratch · Europese Spelen: · scratch · 8e teamsprint |
| 2020        | scratch · 500m tijdrit · keirin                                                                                          | scratch                                            |                                                   |                                                                                               |
| 2021        | koppelkoers | ploegenachtervolging · 5e scratch · 6e koppelkoers | scratch · ploegenachtervolging                    |                                                                                               |
| 2022        | afvalkoers · koppelkoers · keirin · ploegenachtervolging · scratch · teamsprint · 500m tijdrit · omnium · 7e puntenkoers | ploegenachtervolging · 11e scratch                 | ploegenachtervolging · scratch                    | NC Milton: · ploegenachtervolging · scratch                                                   |
| 2023        | koppelkoers · omnium · ploegenachtervolging · scratch · 500m tijdrit · afvalkoers · 7e puntenkoers                       | ploegenachtervolging · 5e scratch                  | 4e ploegenachtervolging 4e scratch 5e koppelkoers |                                                                                               |
| 2024        | | ploegenachtervolging · scratch                     | ploegenachtervolging · 4e scratch                 | Olympische Spelen: 4e ploegenachtervolging                                                    |
| 2025        | | ploegenachtervolging · scratch · 1km tijdrit       |                                                   |                                                                                               |

### Wegwielrennen
2022
2e etappe Ronde van Toscane
2023
Ronde de Mouscron
2024
GP Mazda Schelkens
2e en 3e etappe Ronde van Thüringen
2025
Festival Elsy Jacobs à Luxembourg
Trofee Maarten Wynants
4e etappe Baloise Ladies Tour

#### Resultaten in voornaamste wedstrijden
|      | \| Jaar \| Gent-Wevelgem \| Scheldeprijs \| \| ---- \| ------------- \| ------------ \| \| 2021 \| \| 23e \| \| 2022 \| \| \| \| 2023 \| \| 5e \| \| 2024 \| \| ↑ \| \| 2025 \| 18e \| \| |              |
| Jaar | Gent-Wevelgem | Scheldeprijs |
| 2021 | | 23e          |
| 2022 | |              |
| 2023 | | 5e           |
| 2024 | | ↑            |
| 2025 | 18e |              |

## Ploegen
- 2018 –  Eurotarget-Bianchi-Vittoria
- 2019 –  Eurotarget-Bianchi-Vittoria
- 2020 –  Eurotarget-Bianchi-Vittoria
- 2021 –  Isolmant-Premac-Vittoria
- 2022 –  Ceratizit-WNT
- 2023 –  Ceratizit-WNT
- 2024 –  CERATIZIT-WNT Pro Cycling
- 2025 –  Team Visma-Lease a Bike

Alessio · Alonso · Archibald · Asencio · Brauße · Brennauer(tot 21/8) · Confalonieri · Eberle · Fidanza · Lach · Nilsson · Salazar · Schweinberger · Seidel · Teutenberg · Vieceli
Alonso · Archibald · Arzuffi · Asencio · Berton · Brauße · Eberle · A. Fidanza · M. Fidanza · Gill · Kerbaol · Lach · Nilsson · Schweinberger · Teutenberg · De Zoete
Alonso · Archibald · Arzuffi · Asencio · Berton · Brauße · Eberle · A. Fidanza · M. Fidanza · Jaskulska · Kerbaol · Lach · Schweinberger · Teutenberg · De Zoete
Achtereekte · van Agt · von Berswordt · Bunel · Chladoňová · van Empel · Ferrand-Prévot · Fidanza · Geurts · Nooijen · Oudeman · Reijnhout · Riedmann · Veenhoven · Vigié · Vos · de Vries · Wolff